# Alain Desvergnes
Alain Desvergnes est un photographe français né le 9 novembre 1931 à Périgueux et mort le 12 juillet 2020 à Pontivy, dans le Morbihan.
Il a été aussi l'un des personnages clefs de la reconnaissance de la photographie en France dans les années 1970-1980, avec la direction des Rencontres internationales de la photographie d'Arles (1979-1982) et la création, avec Lucien Clergue et Maryse Cordesse en 1982, de l'École nationale supérieure de la photographie toujours à Arles, dont il fut le premier directeur.

## Biographie
Après des études de journalisme et de sociologie, Alain Desvergnes, part, au début des années 1960, en Amérique du Nord, où il reste dix-neuf ans entre le sud des États-Unis et le Canada, étant successivement maître de conférence à l'université du Mississippi (1963-1965), puis professeur associé à l'université d’Ottawa (1966-1974), où il crée le département des arts visuels et enfin, en 1975, professeur agrégé à l'université Saint-Paul d'Ottawa, département des communications sociales.
En 1979, il rentre en France pour prendre la direction des Rencontres internationales de la photographie d'Arles jusqu'en 1982, date à laquelle, à la demande du ministère de la Culture, il crée l'École nationale supérieure de la photographie qu’il a dirigée pendant seize ans.
Alain Desvergnes a exposé dans de nombreux musées et galeries européennes et américaines, ainsi qu'aux aux Rencontres d'Arles en 2012, avec sa série Paysages en tant que portraits / Portraits en tant que paysages.
Retiré à Étel dans le Morbihan, Alain Desvergnes meurt dans son sommeil le 12 juillet 2020 à l’âge de 88 ans.

## Expositions
- 2010-2011 : Paysages en tant que portraits, portraits en tant que paysages, Vitré (mars-avril 2010), La Roche-sur-Yon (Musée municipal, octobre 2010-janvier 2011), Lannion, (L'Imagerie, mars-avril 2011), La Rochelle, (Carré Amelot, octobre-décembre 2011),
- 2012 : Paysages en tant que portraits, portraits en tant que paysages, Rencontres d'Arles[3]
- 2015 : Le monde de Faulkner dans le comté de Yoknapatawpha, Tour Bidouane, Saint-Malo

## Publications

### Photographies d'Alain Desvergnes
- 1989 : Yoknapatawpha : le pays de William Faulkner, texte de Régis Durand, Éditions Marval, Paris  (ISBN 978-2-86234-028-9)
- 1990 : Yoknapatawpha : the land of William Faulkner, texte de Régis Durand, Éditions Marval, Paris  (ISBN 978-2-86234-041-8)
- 2010 : Paysages portraits, portraits paysages, photographies d'Alain Desvergnes, entretiens avec Jean Arrouye, Christophe Berthoud, Arnaud Claass, etc., catalogue de l'exposition ayant circulé en France en 2010-2011, Édiions Diaphane, 2010,  (ISBN 978-2-95307-997-5)

### Monographies de photographes
- 1995 : L'insoupçonnable, art et manufacture remarquables en pays d'Arles, 77 pp., 31 photographies sur le thème du pays d'Arles par 22 étudiants de l'ENP, École nationale de la photographie.
- 1998 : Carrés Ovale, l'esprit du rugby, 104 pp., texte de présentation, 80 photographies de Daniel Maigné, Ed. Subervie
- 2001 : Debbie Fleming Caffery, préface d'Alain Desvergnes, 64 pp., Éditiions Filigranes,  (ISBN 2-91068-294-3)
- 2005 : Infra-mince, N° 1, textes d'Alain Desvergnes, Bertrand Éveno, Lucien Clergue, François Barré, publié à l'occasion du vingtième anniversaire de la première promotion de l'École nationale de la photographie, sortie en 1985, 194 pp., Actes Sud -  (ISBN 2-74275-810-0)
- 2008 : Constant Puyo, textes d'Emma de Lafforest, Alain Desvergnes, Sylvain Morand et Michel Poivert, 155 pp., Fage Éditions,  (ISBN 2-84975-152-9)

## Collections
Les photographies d'Alain Desvergnes font notamment partie des collections de la Bibliothèque nationale de France, de la Maison européenne de la photographie, du Center for Southern Studies (Mississippi) et du Canadian National Film Board.

### Vidéogramme
- Bernard Golay, « Alain Desvergnes sur les Rencontres permanentes d’Arles », sur Institut National de l’Audiovisuel, 4 février 1980, 2min 49s.
- Alain Desvergnes et Lightnin’SoulStars, « Photo-concert live “Deep South 1963-65” », dortzazarn, 2011.